# Риготт-де-Кондриё
Риготт-де-Кондриё (фр. Rigotte de Condrieu) — мягкий непрессованый французский сыр из козьего молока.
Головка сыра имеет круглую форму 4,2-5 см в диаметре и 1,9-2,4 см в высоту, вес — 50 г. Жирность сыра — 45 %. Сыр имеет корочку, покрытую голубоватой плесенью.
13 января 2009 года Риготт-де-Кондриё получил сертификат AOC. Он стал 45-м французским сыром, получившим сертификат AOC.